# Francis Lewis
Francis Lewis (ur. 21 marca 1713 w Llandaff, zm. 30 grudnia 1803 w Nowym Jorku) – amerykański polityk, delegat Kongresu Kontynentalnego ze stanu Nowy Jork, sygnatariusz Deklaracji Niepodległości Stanów Zjednoczonych.

## Życiorys
Urodził się w Llandaff, w Walii. Uczęszczał do Westminster School w Londynie.
W 1735 wyemigrował do Stanów Zjednoczonych i założył domy kupieckie w Nowym Jorku i Filadelfii. Brał udział w wojnie z Indianami i Francuzami jako adiutant generała Hugh Mercera (1726–1777). Został schwytany w Oswego i przewieziony jako więzień do Francji. Po powrocie rząd kolonialny w uznaniu zasług ofiarował mu 5000 akrów ziemi. W latach 1775–1779 był członkiem Kongresu Kontynentalnego.